# Trippelgudinnan
Trippelgudinnan är en gudom eller arketyp, vanligt förekommande inom nyhedendom. Trippelgudinnan är en treenighet bestående av de tre arketyperna jungfrun, modern och den gamla kvinnan. Deras gemensamma symbol är trippelmånen.

Artemis Ephesos, ett exempel på jungfrun ur grekisk mytologi.

## Jungfrun
Jungfrun symboliseras vanligen genom en nymåne då det symboliserar starten av årscykeln. Jungfrun betraktas som ung och vacker men utan visheten att fatta förnuftiga beslut. Hon kan även ses som en symbol för äventyr och nystarter i livet. Exempel på gudar eller väsen som är lik jungfrun kan nämnas Persephone, Artemis och Rhiannon.

Trippelmåne är en symbol inom nyhedendom som symboliserar trippelgudinnan och livets liksom månens olika faser.

## Modern

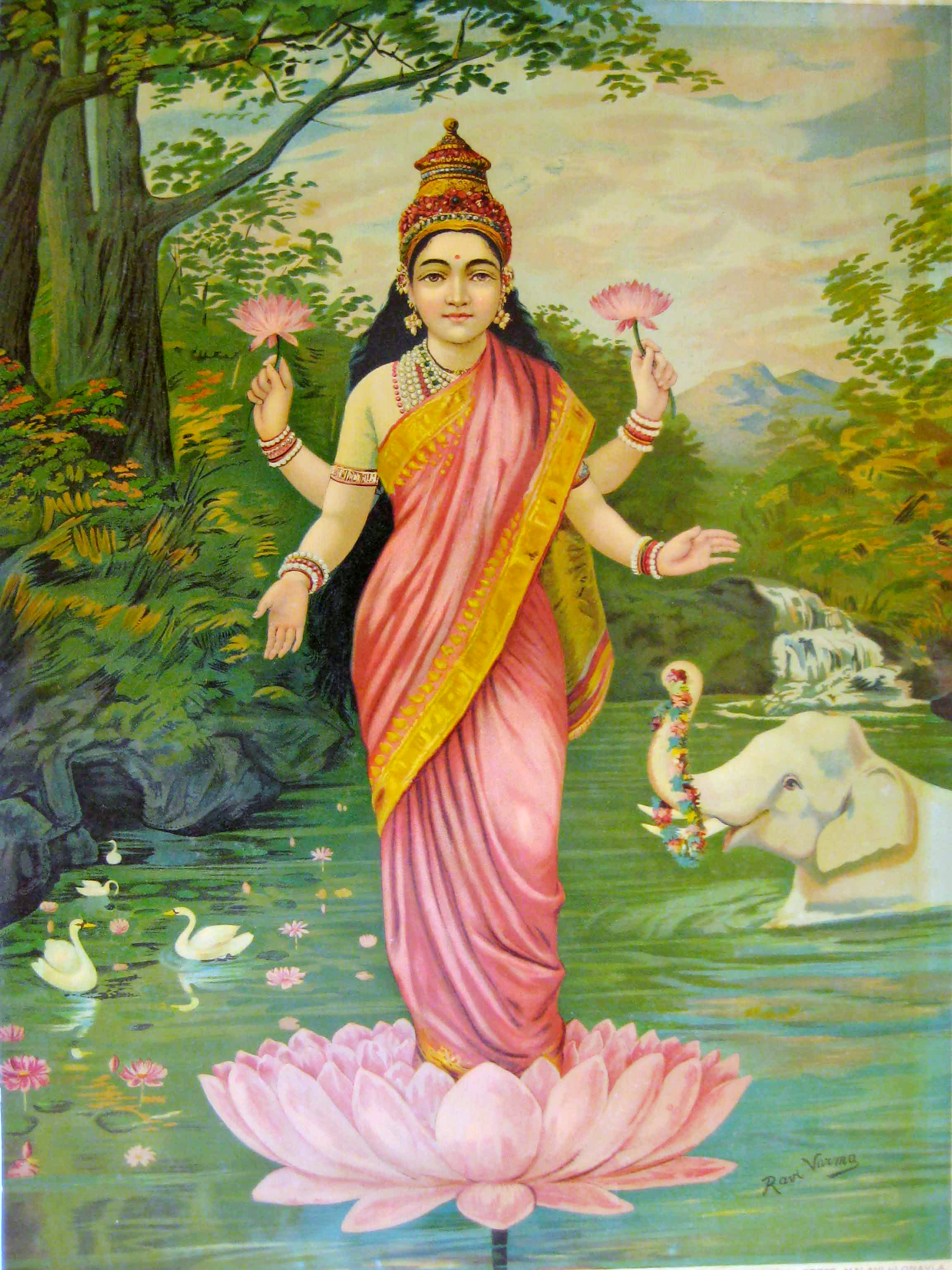
Lakshmi, ett exempel på Modern inom hinduismen.

Modern symboliseras av fullmånen och skördetider. Likaså förknippas modern med trygghet, säkerhet, hem och kärlek. Exempel på gudar eller väsen som är lik modern kan nämnas Ceres, Demeter, Hathor och Lakshmi. 

## Den gamla kvinnan

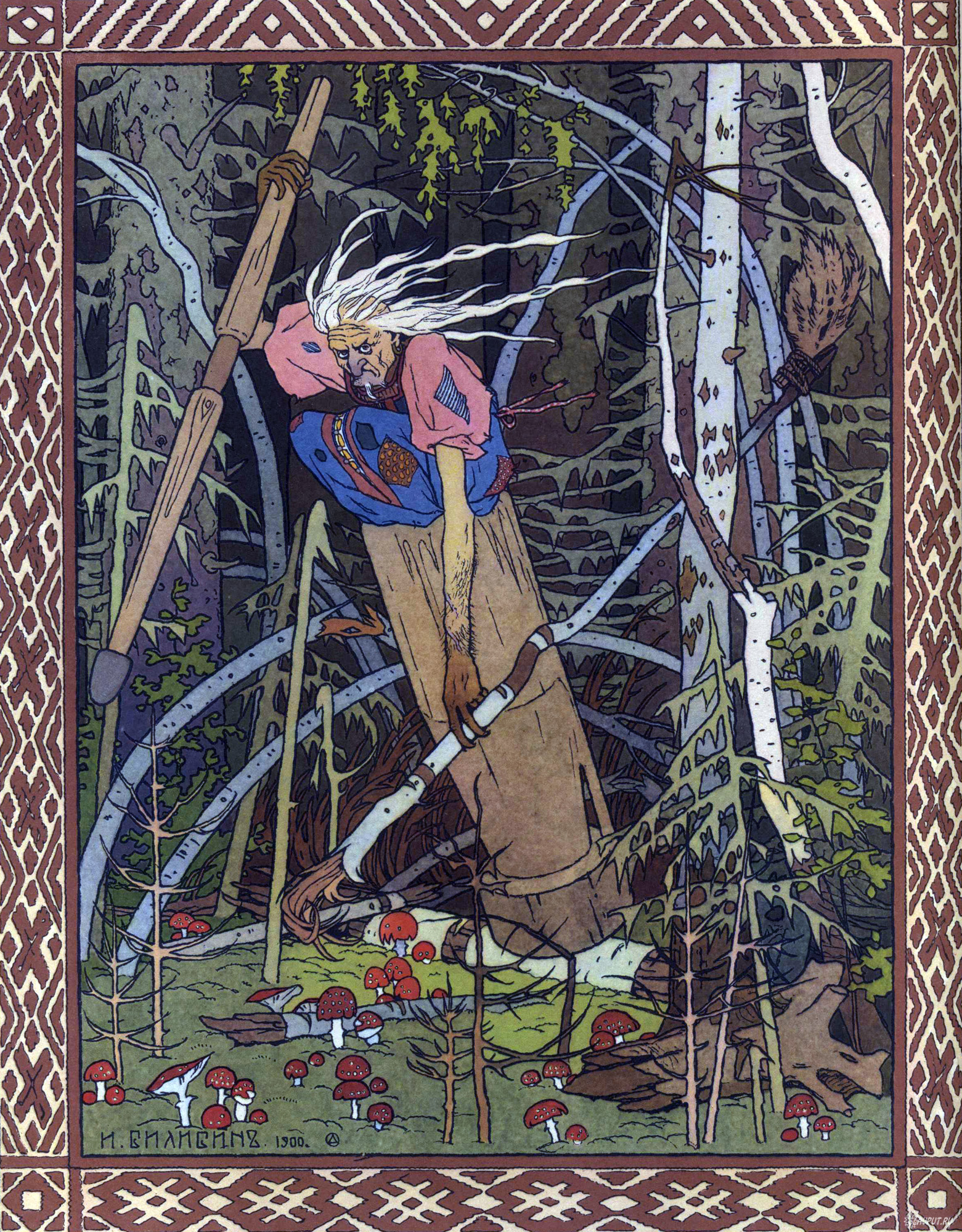
Baba-Jaga, ett exempel på den gamla kvinnan från slavsik folktro.

Den gamla kvinnan symboliseras av en avtagande måne runt vintersolståndet då en fas avslutas och en ny påbörjas. Den gamla kvinnan representerar vishet och livserfarenhet som bland annat kommer av livets svåra motgångar. Exempel på gudar eller väsen som är lika den gamla kvinnan kan nämnas Hekate, Baba-Jaga, Kali och Morrigan. 